# St. Laurentius (Agawang)

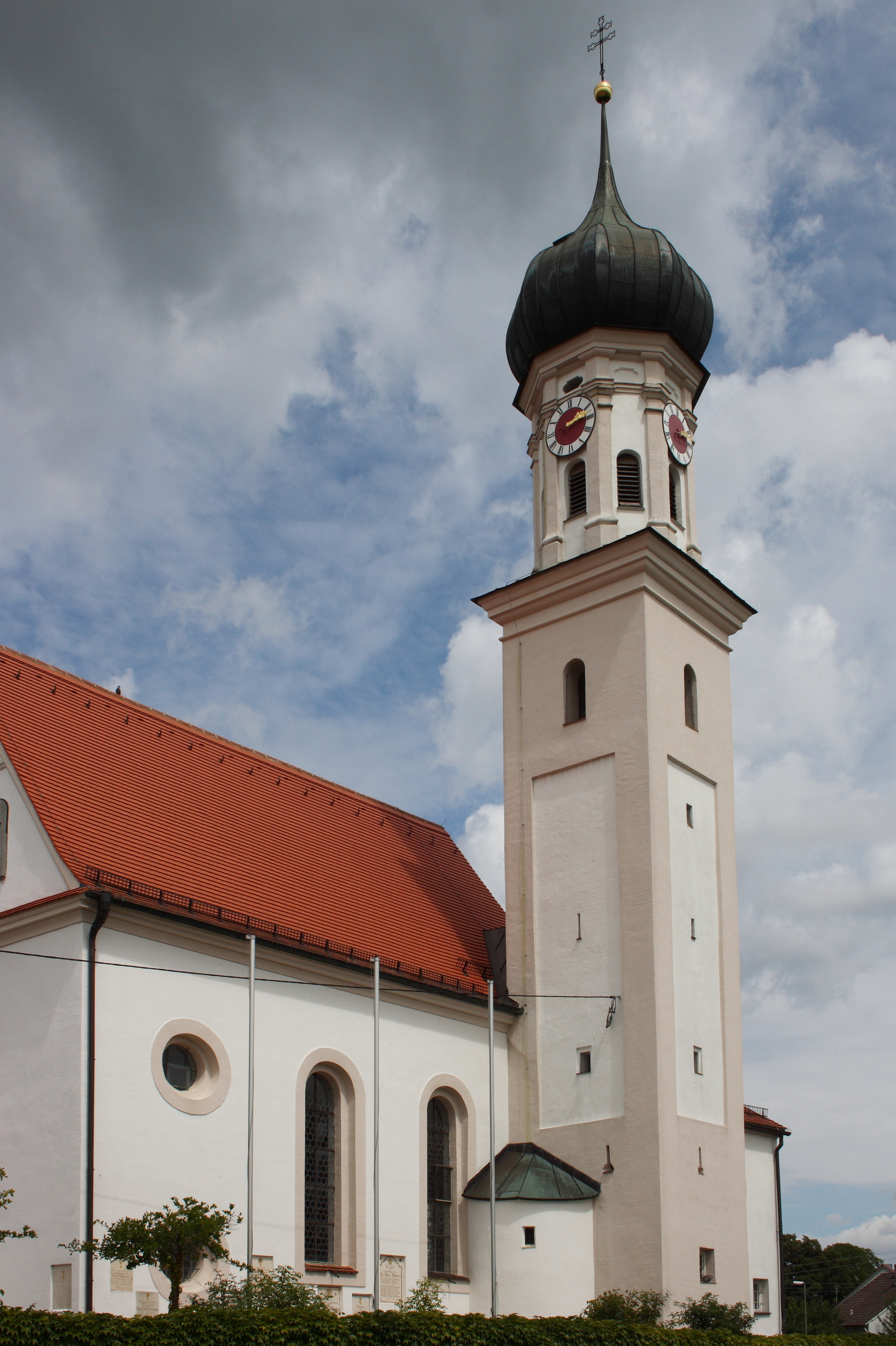
Kirche St. Laurentius in Agawang

Die katholische Pfarrkirche St. Laurentius in Agawang, einem Ortsteil der Gemeinde Kutzenhausen im Landkreis Augsburg im bayerischen Regierungsbezirk Schwaben, wurde 1732/33 errichtet. Die dem heiligen Laurentius geweihte Kirche mit der Adresse Obernefsried 2 ist ein geschütztes Baudenkmal.

## Geschichte
Agawang wurde zwischen dem 9. und 12. Jahrhundert als alemannische Siedlung gegründet. Die örtliche Pfarrei ging aus der Urpfarrei Horgau hervor. Der Kirchensatz von Agawang befand sich Ende des 13. Jahrhunderts in den Händen von Ulrich von Zusameck, der ihn 1291 mit anderen Gütern und Rechten an die Brüder Hermann und Heinrich Langenmantel und Markart Lauginger veräußerte. 1478 verkaufte der Augsburger Patrizier Hans Hofmaier das ganze Dorf einschließlich Kirchensatz und Gericht an das Augsburger Domkapitel, der bis zur Säkularisation Grund- und Patronatsherr blieb.
Von dem ca. 1488 errichteten gotischen Vorgängerbau sind noch die Turmuntergeschosse erhalten. Das spätgotische Langhaus wurde 1732/33 durch einen barocken Neubau ersetzt den Joseph Dossenberger der Ältere nach Plänen von Joseph Meitinger ausführte. Am 12. Oktober 1732 erfolgte die Weihe durch den Augsburger Weihbischof Johann Jakob von Mayr. Die Turmerhöhung nahm 1751 Matthias Kraus vor. 1985 wurde das 250-jährige Kirchenjubiläum begangen. Eine letzte Restaurierung fand 1999 statt.

## Beschreibung

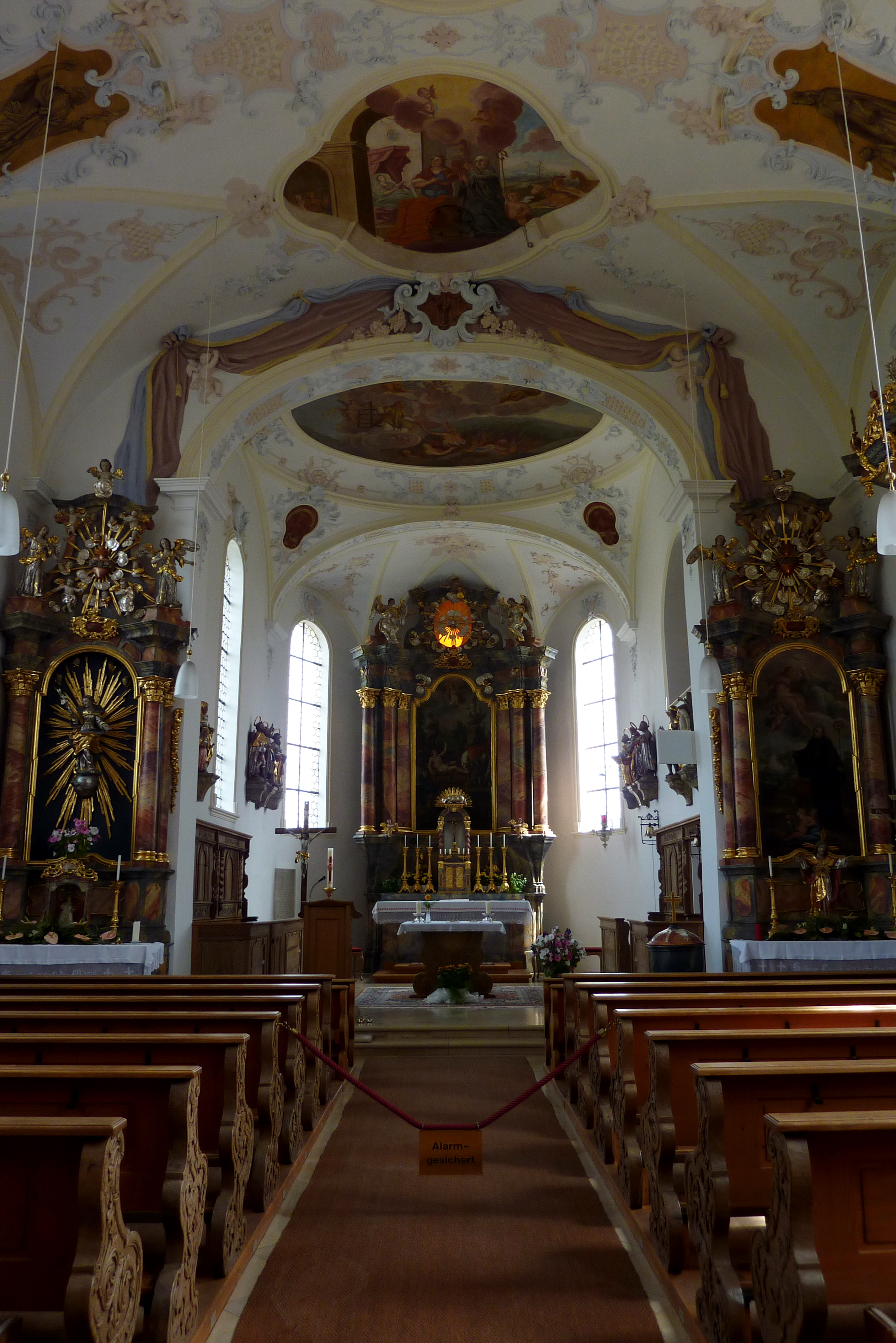
Innenansicht

Der barocke Saalbau mit eingezogenem Chor und südlichem Turm mit Zwiebelhaube wurde nach Plänen von Joseph Meitinger durch Joseph Dossenberger dem Älteren errichtet. Der Bandel- und Laubwerkstuck wurde von Franz Xaver Feuchtmayer geschaffen. Über dem Chorbogen ist in einer Kartusche das Wappen des Augsburger Domkapitels angebracht. Die ältesten Ausstattungsstücke sind eine Pietà aus Holz, die um 1510 datiert wird, und die Skulptur des heiligen Sebastian aus der Zeit um 1550. Die Kanzel stammt aus dem frühen 18. Jahrhundert. Im Kirchturm befindet sich eine Glocke mit der Inschrift: „Maria hais ich, steffan wiggaw gos mich 1488“.

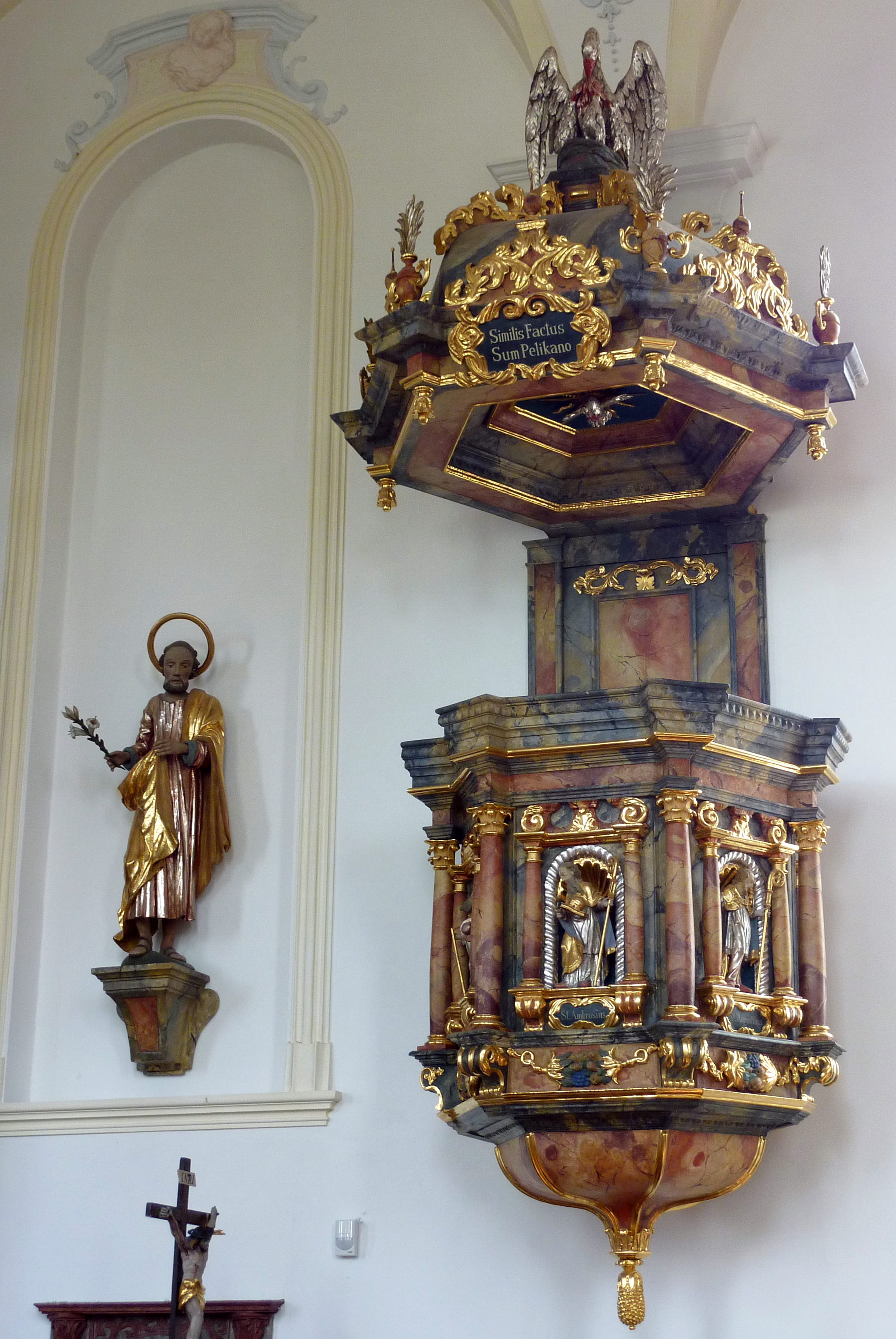
Kanzel
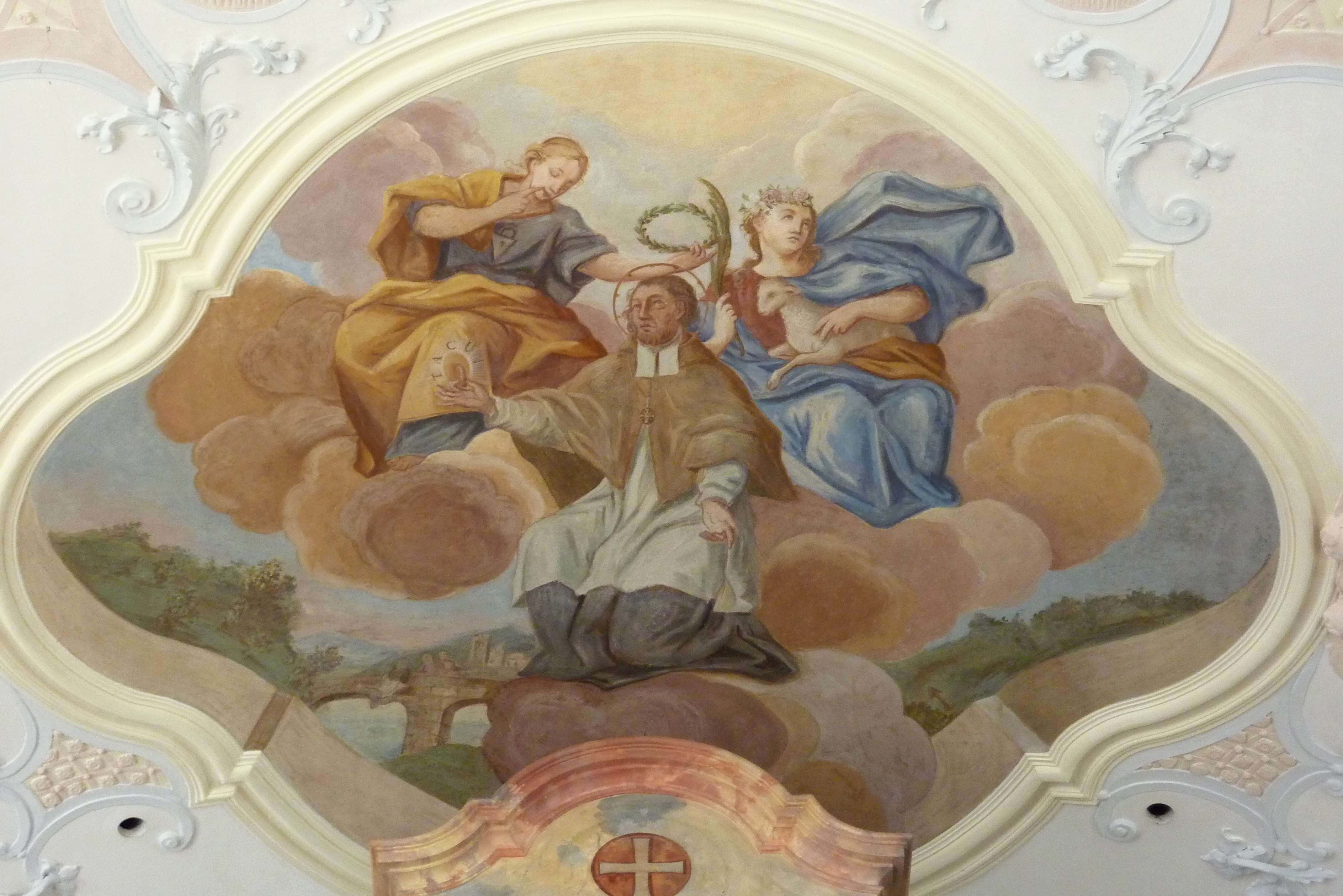
Fresko mit der Darstellung der heiligen Agnes von Rom und dem heiligen Johannes Nepomuk
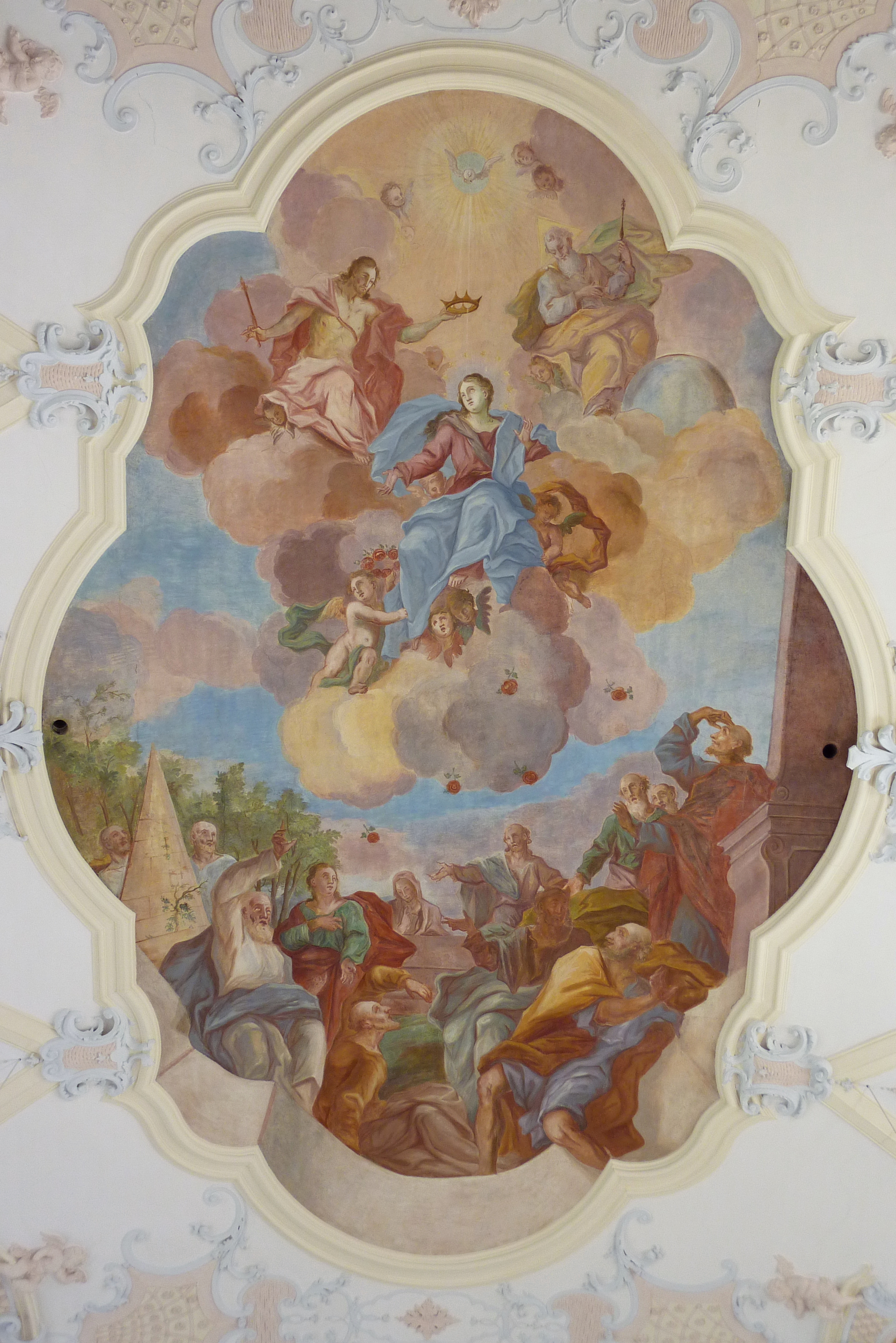
Krönung Mariens